# Olbia (kolonia grecka)

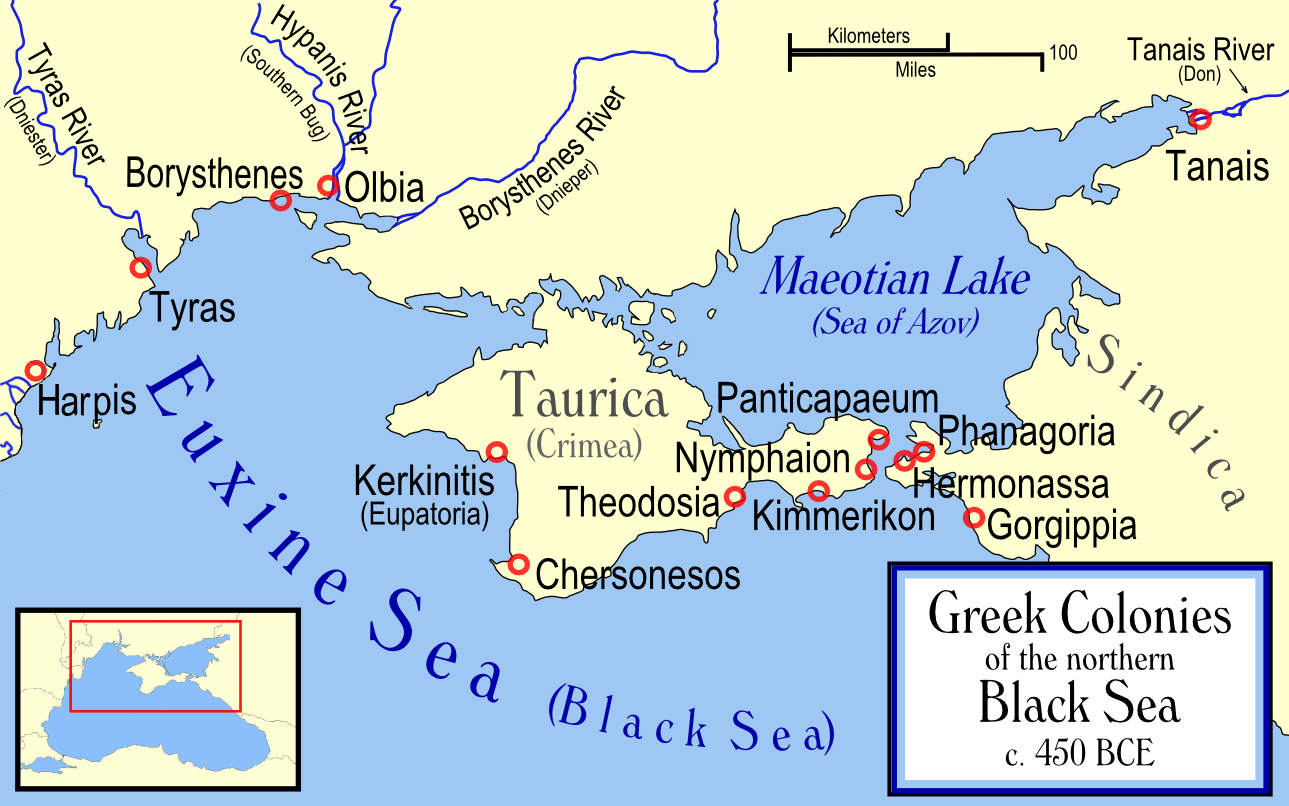
Olbia i inne kolonie greckie w północnej części Morza Czarnego (ok. 450 p.n.e.)

Olbia (stgr. Óλβια – szczęśliwa, bogata), zwana też Olbią Pontyjską, znana także jako Olbiopolis, Borystenes – kolonia grecka leżąca na północnym wybrzeżu Morza Czarnego w pobliżu ujść Bohu (stgr. Hypanis) i Dniepru (stgr. Borystenes), na południe od współczesnego Mikołajowa (w pobliżu dzisiejszej wsi Parutino).

## Historia
Założona ok. 550 r. p.n.e. przez osadników z Miletu, w niedługim czasie stała się znacznym ośrodkiem handlu zbożem i rybami. W okresie największego rozkwitu w IV wieku p.n.e. w mieście otoczonym murami żyło do 40 tys. mieszkańców. Olbia bogaciła się głównie na pośrednictwie w handlu ze Scytami. W V w. p.n.e. odwiedził ją prawdopodobnie Herodot, a w 95 n.e. stoicki filozof Dion Chryzostom, który dał szczegółowy opis Olbii w Mowie borystynejskiej. W III wieku p.n.e. miasto zaczęło chylić się ku upadkowi wskutek pojawienia się na scytyjskich stepach Sarmatów, którzy przerwali regularne dostawy zboża, a samo miasto nękali najazdami. W II wieku p.n.e. pewien odłam scytyjskich plemion zajął Olbię dla odtworzenia korzystnych powiązań handlowych; następnie weszła w skład państwa Mitrydatesa Wielkiego. W 63 roku p.n.e. wojska Geto-Daków zdobyły i zniszczyły miasto. Liczba ludności spadła do 3 tysięcy. Pod władaniem Rzymu Olbia powoli się odbudowywała jako nieduże miasto Dolnej Mezji, jednak nigdy nie wróciła do wcześniejszego rozkwitu. Mimo ufortyfikowania w pod koniec II wieku, w III w. n.e. została zdobyta przez Gotów, a w 370 n.e. przez Hunów.

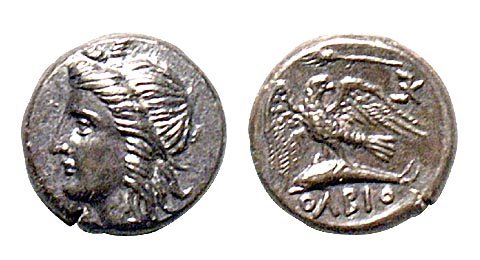
Stater olbijski z głową Demeter i orłem unoszącym delfina

## Miejscowe mennictwo
Świadectwem istotnej roli handlowej miasta w tym regionie są liczne monety pojawiające się już we wczesnym okresie jego istnienia. Początkowo są nimi służące do prostej wymiany płacidła odlewane w kształcie ryby (tzw. delfinki), które później (VI/V w.) zastępują miedziane monety odlewane z wyobrażeniem na awersie głowy Ateny, Demeter lub tzw. gorgonejonu. Na rewersie noszą one przedstawienie najczęściej delfina bądź orła z delfinem w szponach. W  połowie IV w. p.n.e. w Olbii wypuszczane są srebrne statery z podobnymi wyobrażeniami. Część monet ma uwidocznioną nazwę miasta w postaci OLBI lub OLBIO[politon] albo napisy ARIX, EMINAKO (imiona urzędników). Na podstawie bogatego materiału numizmatycznego można stwierdzić i prześledzić niemal dwustuletni rozwój mennictwa olbijskiego. Jego badaniom wiele starań poświęcił Aleksandr Zograf, po nim P. Karyszkowski i W. Anochin, najnowszych ustaleń dokonał W. Nieczytajło.  

## Dzieje badań archeologicznych

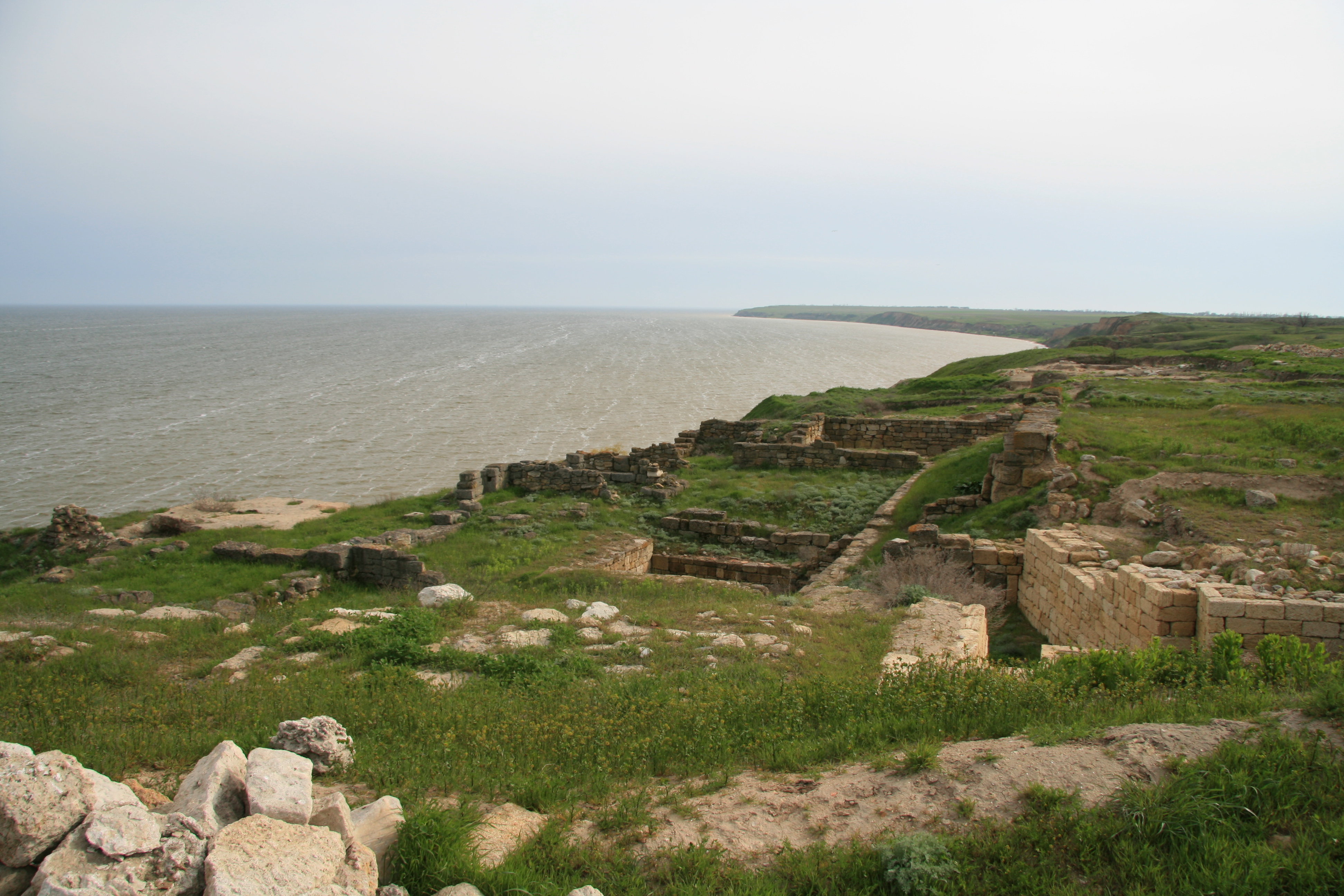
Część terenu nadmorskich wykopalisk

Wykopaliska archeologiczne w Olbii zapoczątkowano w 1794 dzięki ustaleniom niemieckiego badacza i podróżnika Petera Simona von Pallasa. Istotne prace badawcze prowadził jednak dopiero w XIX wieku Aleksiej hr. Uwarow. Od 1902 do 1926 (z przerwą na lata I wojny światowej, rewolucji i wojny domowej) wykopaliska w Olbii przeprowadzał Borys Farmakowski. Później badaniami zajmowali się jego uczeń Ł.M. Sławin (w latach 1956-57 w wykopaliskach uczestniczyli polscy archeolodzy), A.N. Karasjowa, E.I. Lewi i inni.  
Stwierdzono ślady osadnictwa od VI wieku p.n.e. do IV w. n.e.. Odkryto pozostałości murów twierdzy z basztami obronnymi i podwójną bramą, agorę z budowlami kultowymi – m.in. świątynią dwóch bóstw (Apollina Delfickiego i Zeusa), i handlowymi oraz nekropolię. W ostatnim dwudziestoleciu szczególne zasługi dla odtwarzania przeszłości miasta położyła A.S. Rusiajewa. Współcześnie badania archeologiczne prowadzi tam S.D. Kriżicki. W latach 2016−2018 wykopaliska w Olbii prowadziła misja archeologiczna Muzeum Narodowego w Warszawie pod kierunkiem Alfreda Twardeckiego. Od 2019 wykopaliska są kontynuowane pod tym samym kierownictwem przez Instytut Archeologii i Etnologii PAN.
Większość znalezisk jest w posiadaniu petersburskiego Ermitażu i Muzeum im. Puszkina w Moskwie.

## Wykopaliska i zabytki
Olbia rozciągała się na trójkątnym obszarze o areale ok. 50 ha, z którego ocalały jedynie ok. 33 hektary. Podzielona regularną siecią brukowanych ulic, położona była na dwóch terasach: miasto dolne wzdłuż biegu rzeki i miasto górne z dzielnicą handlową oraz budynkami publicznymi w sąsiedztwie agory i temenosu, połączone schodami i uliczkami. Zajmująca obszar ok. 2 tys. m² agora otoczona była stoą (45 x 17,5 m) z IV wieku p.n.e. z 9 kolumnami jońskimi, okazałą budowlą publiczną z IV-II w. w. p.n.e., dwoma dużymi budynkami handlowymi podzielonymi na sklepy z piwnicznymi magazynami oraz m.in. budynkami gimanzjonu i łaźni. Temenos zajmujący powierzchnię ok. 3 tys. m², otoczony murem kamiennym z portykami, obejmował świątynię Zeusa (o powierzchni 13,9 m x 7,7 m) z III w. p.n.e. wraz z sanktuarium Apollina Delphiniosa (pow. 30/35 x 16 m) z IV-II w. p.n.e., całkowicie opasanym portykami jońskiej kolumnady, a także pochodzącą z V w. p.n.e. mniejszą świątynią (templum in antis) Apolla z portykiem jońskim i osobnymi ołtarzami dla ofiar płynnych i całopalnych. Z końcem I wieku n.e. opuszczony temenos i agora poza murami miejskimi zamieniły się w część handlową z warsztatami ceramicznymi, wytwórniami wina i spichlerzami.

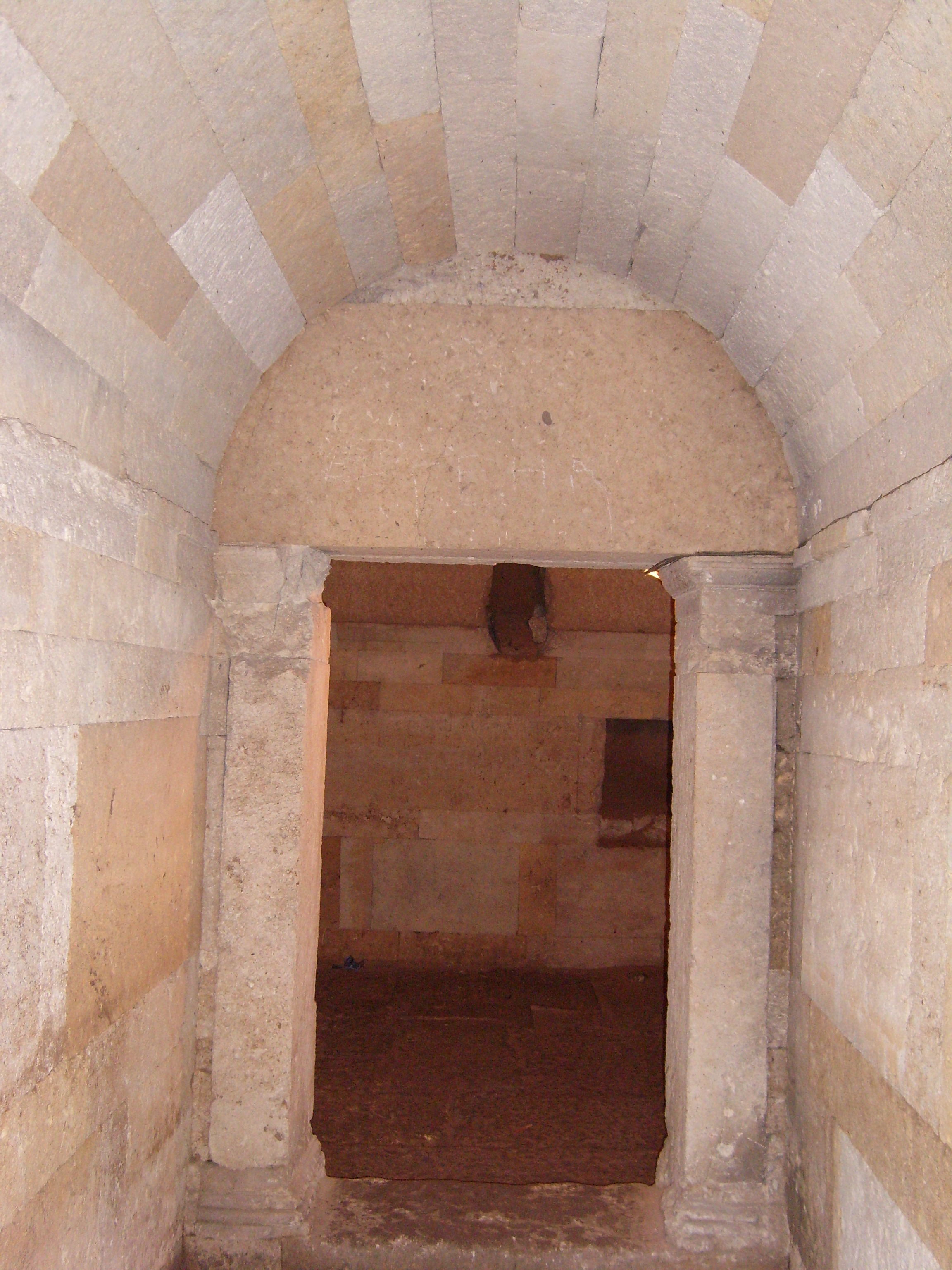
Portal grobowca Heurysybiosa i Arety

Wykopaliska umożliwiły też bliższe określenie części mieszkalnej miasta (od VI w. p.n.e.), która początkowo składała się z dwuizbowych domostw o powierzchni 12 m²; przestronniejsze były domy z V stulecia p.n.e. Największe i najwspanialsze, dwukondygnacyjne budynki perystylowe pochodziły z IV-III w. p.n.e., usytuowane zwłaszcza w dzielnicy mieszkalnej dolnego miasta, gdzie biegły wzdłuż brukowanej ulicy. Zajmując powierzchnię nawet do 50 x 38 m, miały prostokątny przedsionek wiodący na wewnętrzny dziedziniec z usytuowanymi wokół niego pomieszczeniami (nawet do 25); w kilku budynkach natrafiono na mozaiki i malowidła ścienne.
Na miejscu dzielnicy mieszkalnej z VI-II w. p.n.e. wzniesiony został w II stuleciu n.e. otoczony niewielkim murem tzw. kurhan Zeusa (wys. 14,5 m, średn. 37 m), którego dromos (szer. 1,75 m) prowadził do komory grobowej złożonej z dwóch takich samych pomieszczeń. Nekropolia na północy i zachodzie miasta obejmuje areał ok. 500 hektarów i ujawniła ok. 2000 pochówków. Najczęściej spotykane groby stanowiły zwykłe prostokątne wykopy, lecz od V w. p.n.e. pojawiają się groby korytarzowe z niszą, a od IV stulecia groby komorowe ze stopniami wiodącymi z dromosu do komory grobowej. Grobowiec Heurysybiosa i Arety jest kryptą złożoną z dwóch pomieszczeń.
W początkach naszej ery południową część górnego miasta zamieniono w cytadelę z potężnymi murami i wieżami. Wśród zabudowań z tego okresu odsłonięto koszary garnizonu rzymskiego oraz warsztat metalurgiczny z III-IV wieku n.e.
Znaleziska mają cechy charakterystyczne dla mieszanego, grecko-scytyjskiego składu etnicznego Olbii. Obok licznych egzemplarzy greckich rzeźb i ceramiki, odnaleziono wyroby ceramiczne i metalowe (m.in. biżuterię) pochodne ze scytyjskiej tradycji artystycznej. Do obiektów istotnych dla badania dziejów miasta należą inskrypcje: przede wszystkim dekret ku czci Protogenesa i wykaz praw podatników.          

## Przyczynki polskie
Pierwsze dostępne Polakom wiadomości o antycznym mieście zawarł Adam Tadeusz Naruszewicz w wydanej w 1787 r. pracy Tauryka, czyli wiadomości starożytne i późniejsze o stanie i mieszkańcach Krymu do naszych czasów. Wyjątkowo wiele miejsca poświęcił Olbii Józef Ignacy Kraszewski w ogłoszonych w 1845 Wspomnieniach Odessy, Jedyssanu i Budżaku. Pisarz trafnie zauważał: „Bez wątpienia była ona głównym targowiskiem, składała się z Greków i Greko-Scytów osiadłych tu i nieco zbarbaryzowanych... (...) Zapewne w ostatnich czasach egzystencji zmniejszona ludność grecka, która dawniej barbarzyńców ustraszała, zmniejszony handel, który szanować Olbiopolitów nakazywał dla własnego interesu, ułatwiły ostateczną zgubę osady.” O oglądanych zabytkach pisał: „W pomnikach sztuki olbijskiej znać oddalenie od Grecji... Co się tyczy sztuki, szczątki (...) dowodzą, że Olbiopolici nie zostali w tyle od kolonii greckich w Azji i Europie pod tym względem”.

## Galeria

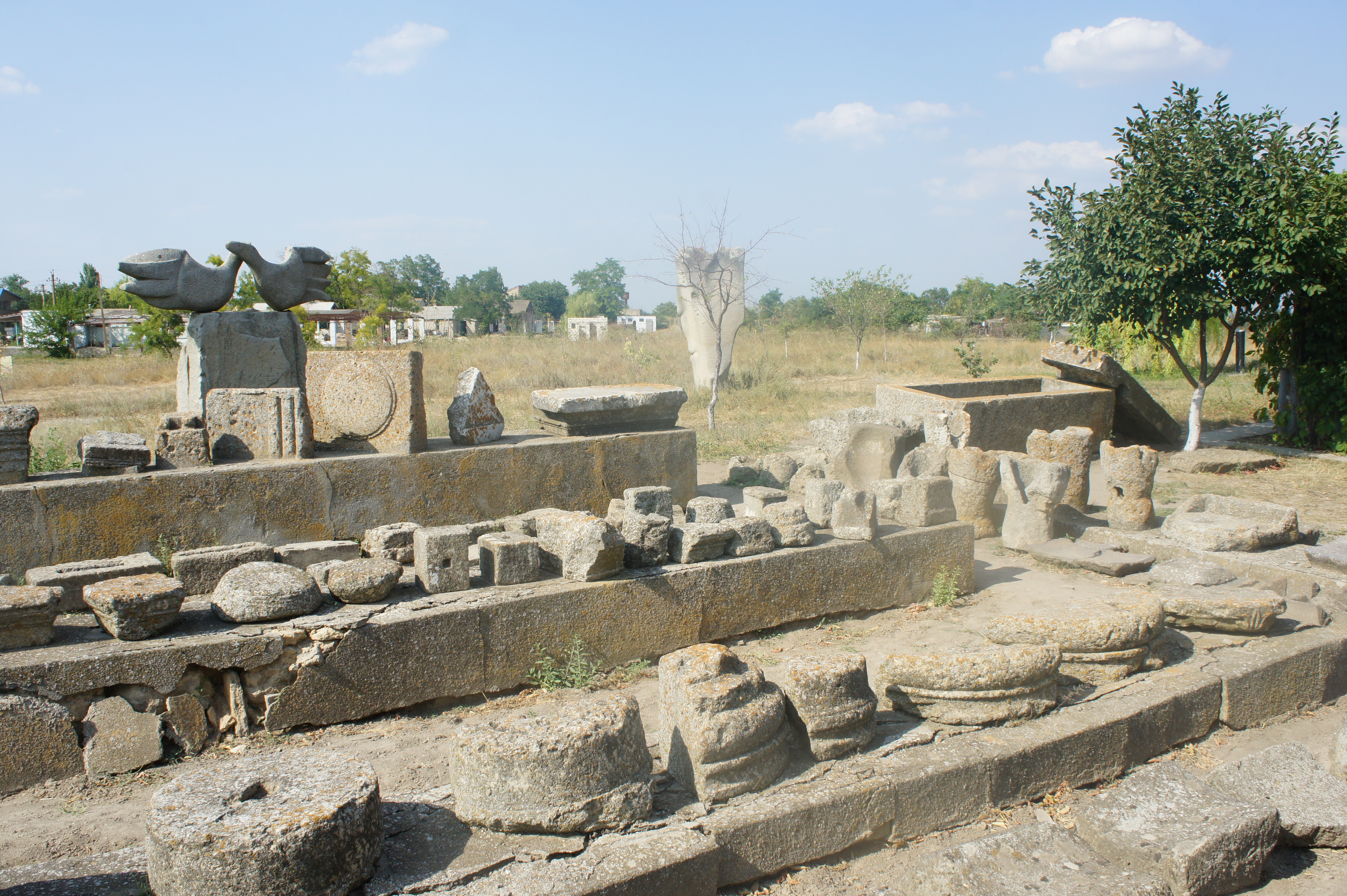
Muzealne lapidarium
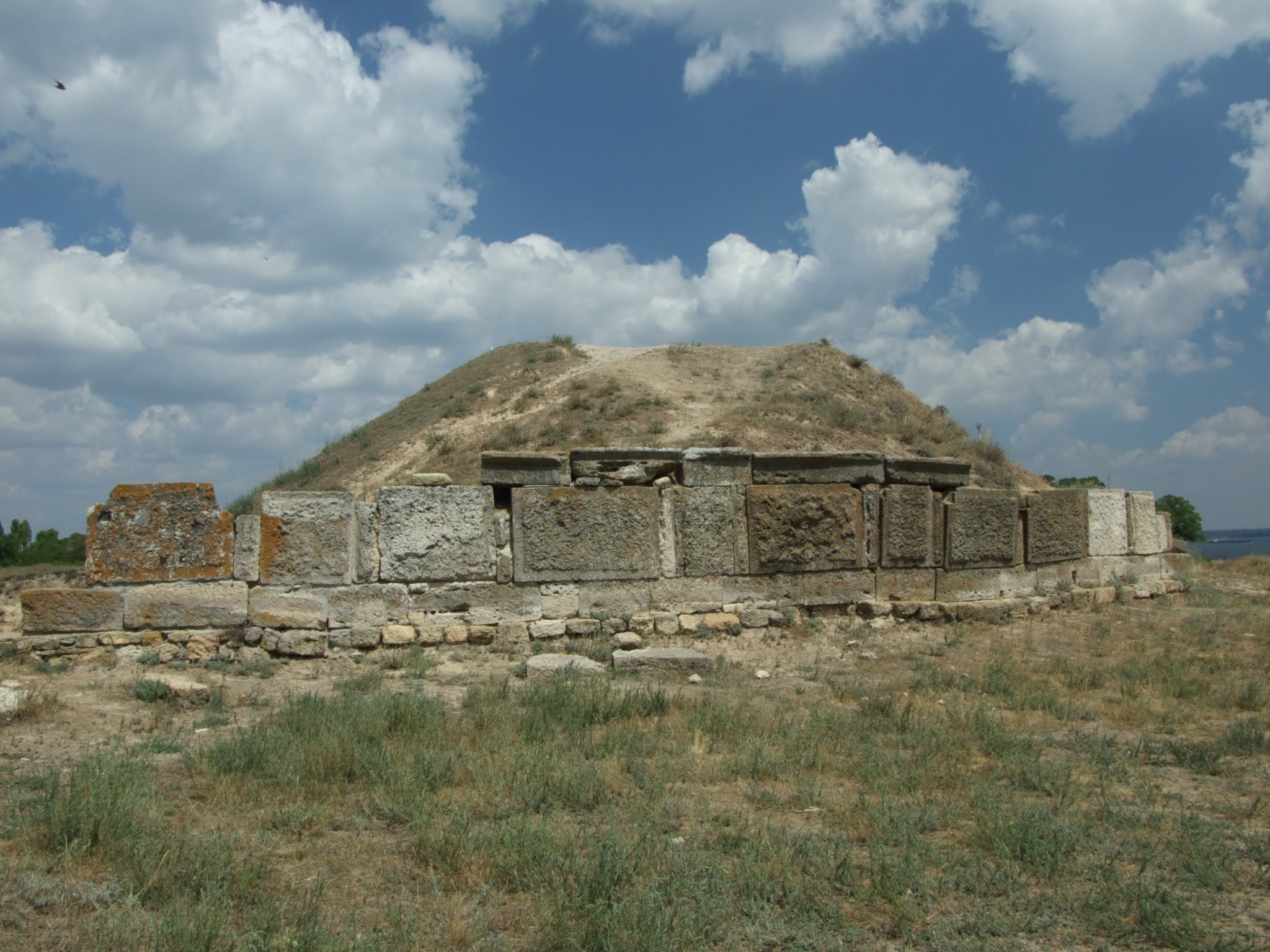
Tzw. Kurhan Zeusa
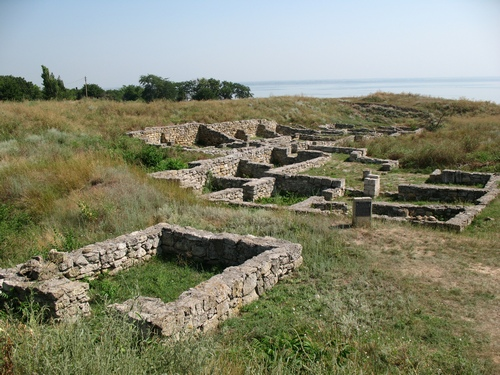
Część kwartału domów mieszkalnych
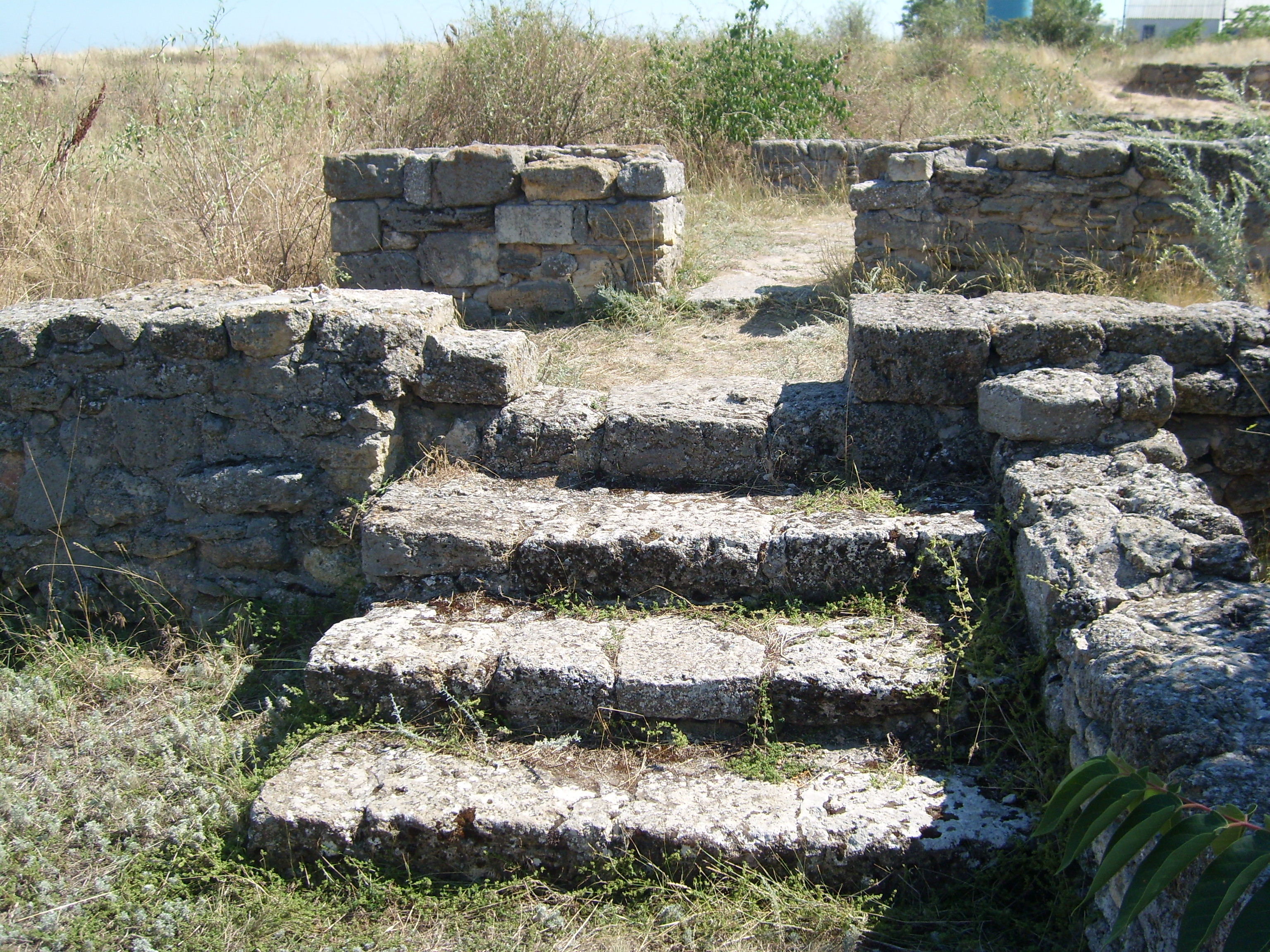
Fragment ruin budowli ze schodami
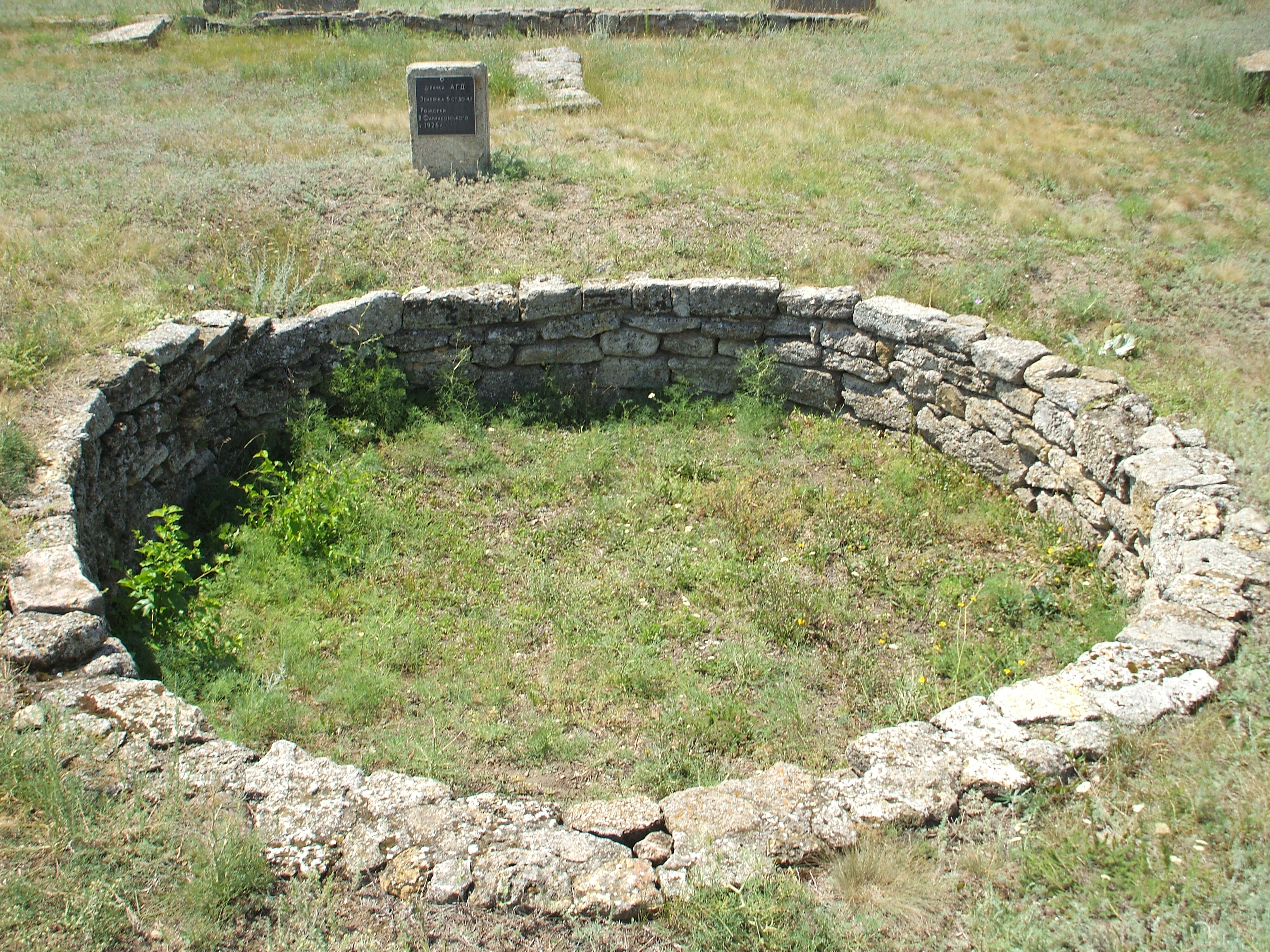
Domostwo-ziemianka z VI w. p.n.e.
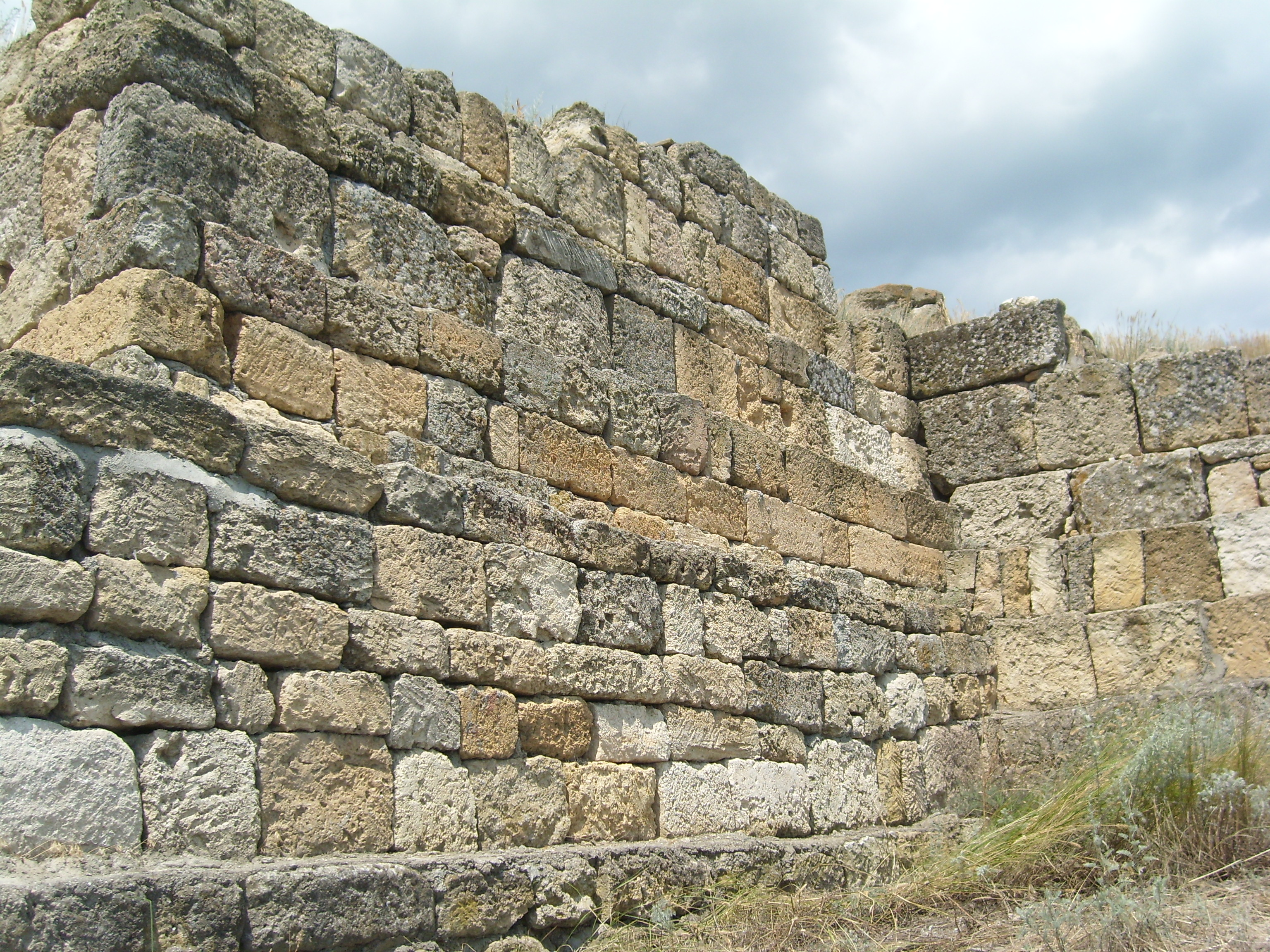
Fragment murów cytadeli